# Universal Edition
Koordinaten: 48° 12′ 0,9″ N, 16° 22′ 21,9″ O
Universal Edition AG (häufig mit UE abgekürzt) ist ein 1901 gegründeter österreichischer Musikverlag mit Hauptsitz am Karlsplatz 6 in Wien.

## Geschichte

Stammaktie der Universal Edition (1908)

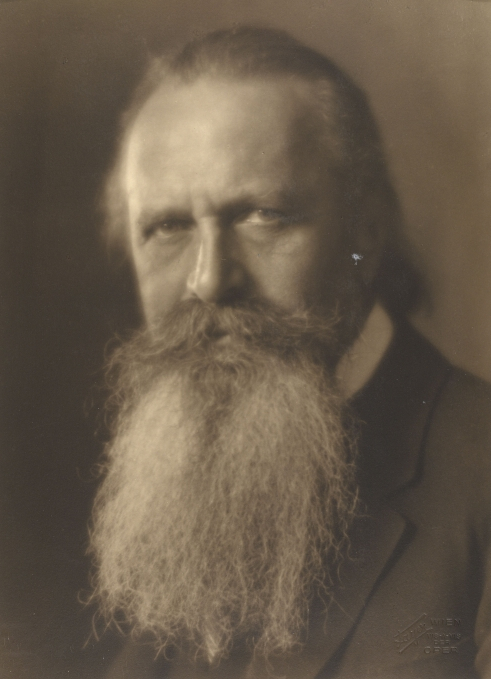
Emil Hertzka (1927)

Hauptgrund der 1901 in Wien unter dem Namen „Universal Edition Actiengesellschaft“ erfolgten Verlagsgründung war die Intention Österreich-Ungarns, von Notenimporten, insbesondere der dominierenden Musikverlage in Leipzig, unabhängig zu werden. Die Gründer waren Adolf Robitschek, Josef Weinberger und Bernhard Herzmansky von Doblinger. Von 1907 bis zu seinem Tod 1932 war Emil Hertzka, der bereits seit Anbeginn dort tätig war, ihr Direktor.
Stand zunächst Musik der klassischen und romantischen Epoche im Vordergrund, verlagerte sich der Schwerpunkt der Publikationen schon nach wenigen Jahren auf die jeweils zeitgenössische Musik. 1906 übernahm die UE beispielsweise von anderen Verlagen die Rechte an Mahlers Sinfonien 1 bis 4, und schloss 1908 einen direkten Vertrag mit dem Komponisten über den Druck der 8. Sinfonie. Unter Emil Hertzka folgten Namen wie Schönberg, Berg, Webern, Zemlinsky, Marx, Janáček, Szymanowski, Bartók, Kodály, Weill, Wellesz, Erwin Schulhoff, Franz Schreker oder Eisler. 1932 umfasste der Katalog der UE rund 10.000 Nummern.
Ab 1927 bestand eine Kooperation mit der Musiksektion des Sowjetischen Staatsverlages, durch die die Universal Edition zum westeuropäischen Verlag der Russischen Avantgarde wurde. Teils als Nachdruck der russischen Originalausgaben, teils aber auch in eigens in Wien gestochenen Ausgaben erschienen Werke von Nikolai Roslawez, Alexander Mossolow, Serge Protopopov, Leonid Polowinkin, Alexander Krein, Grigori Krein, Dmitri Melkich und vielen anderen russischen Avantgardisten, darüber hinaus wurde in diesem Zusammenhang auch das sehr progressive Werk des Skrjabin-Zeitgenossen Alexej Stantschinskij posthum verlegt. Die Kooperation wird seit den 1930er Jahren nicht mehr gepflegt.
1919 gab der Verlag die Musikzeitschrift Musikblätter des Anbruch heraus, die bis 1937 erschienen. 1924–1930 gesellte sich Pult und Taktstock hinzu. Beide Organe nutzte der Verlag erfolgreich, um durch Artikel, Berichte und Rezensionen seine Verlagskomponisten international in die Diskussion zu bringen. Ein weiterer „Verkaufsschlager“ wurde die 1939 ins Leben gerufene und von Karl Scheit herausgegebene Reihe Musik für Gitarre.
Im Dritten Reich erwirkte der Verleger Alfred Schlee durch Diplomatie bei den Nationalsozialisten, dass diese die Schulden des hochverschuldeten Verlags in Hinsicht auf die Erhaltung eines Denkmals Entarteter Musik beglichen und rettete dadurch den Verlag und zahlreiche Manuskripte vor dem Untergang. Der jüdische Teil der Verlagsredakteure wurde gezwungen, das Schicksal zahlreicher verlegter Komponisten zu teilen und mit Berufsverboten versehen, ins Exil getrieben oder deportiert.
Während des Zweiten Weltkrieges war die Firma in deutscher Hand und publizierte auch Werke wie Franz Schmidts Deutsche Auferstehung (1940). Sie ging nach 1945 wieder in österreichischen Besitz über und setzte die Tradition der Aufnahme von Musik der Gegenwart in ihr Programm fort. Die ab 1955 von Herbert Eimert unter Mitwirkung von Stockhausen in der UE publizierte Heftenfolge „die reihe“ informierte über serielle und elektronische Musik. Zum Verlagsprogramm, das im Jahr 2000 rund 32.000 Titel umfasste, zählen neben weiteren Zeitschriften und Lehrbüchern auch Taschenpartituren, seit 1972 unter dem Titel „Wiener Urtext Edition“ auch zahlreiche Urtextausgaben von Musik der Vorklassik bis zur Romantik, später auch des 20. Jahrhunderts (gemeinsam mit dem Verlag B. Schott’s Söhne, Mainz).
Zu den zeitgenössischen Komponisten im Verlagsprogramm der UE zählen etwa Wolfgang Rihm, Pierre Boulez, Arvo Pärt, Karlheinz Stockhausen, Friedrich Cerha, Luciano Berio, Johannes Maria Staud, Georg Friedrich Haas, Georges Lentz, Daniel Schnyder oder Vykintas Baltakas.